# Опсада Цариграда (717—718)
Опсада Цариграда (717—718) друга је арапска опсада Цариграда и трећа опсада Цариграда у историји. Опсада је трајала тачно годину дана, од 15. августа 717. године до 15. августа 718. године. Арапски напад успешно је одбијен.

## Позадина
Упркос правој катастрофи који су Арабљани доживели под зидинама Цариграда 678. године, у калифату нису престали да сањају о освајању византијске престонице. Тако је, после четири деценије, у измењеним спољнополитичким условима, дошло до друге опсаде Цариграда. За Византију је раздобље које је претходило овој опсади било нарочито замршено и тешко. Реч је о својеврсном „смутном” времену кад је царство изгубило равнотежу и утонуло у погибељне грађанске ратове. Тако се догодило да је од 695. до 717, дакле за двадесет две године, дошло чак до седам промена на цариградском трону. Тек је војсковођа Лав почетком пролећа 717. године учинио крај опасном расулу у коме се Византија нашла и основао властиту Сиријску династију. Међутим, само неколико месеци касније нови василевс морао се суочити с веома тешким задатком. Пред Цариград је допловила огромна арабљанска флота која је, ако је веровати Теофану, бројала чак 1800 пловила. Уследила је једна од најстрашнијих година у историји византијске престонице.
Да би се разумели догађаји до којих је дошло, треба нагласити важну чињеницу да је у том тренутку арабљански калифат по снази и војним средствима далеко превазилазио моћ Византије. Муслимански свет простирао се од Инда до Атлантског океана и, поготово после успешног продора на тле Европе, на Иберијско полуострво, осећао је неизмерно самопоуздање и убеђеност да више не постоји непријатељ који би могао да им одоли. Халиф Сулејман (715—717) послао је свог брата Муслему ставивши под његову команду најбољу војску коју су Арабљани икада имали.
Упоредо с доласком огромне арабљанске флоте, Муслема је преко Хелеспонта (Дарданела) пребацио копнену војску у европске провинције Византије, на простор Тракије. Ова војска кретала се обалом Мраморног мора и, лако заузевши неке градове који су јој стајали на путу, 15. августа 717. године, појавила се пред „царицом градова”. На тај начин почела је опсада Цариграда и с копна и с мора.

## Опсада
Командант арабљанских трупа Муслема наредио је да се око копнених зидина града ископа ров и да се направи висок бедем, а изнад њега подигне камена препрека. Уочи 1. септембра 717. године пристигли су велики арабљански бродови чији је задатак био да пресеку везе престонице не само с њеним европским, него и малоазијским областима, али и с Црним морем. Муслема је потпуно окружио византијску престоницу јер је веровао да ће изнуривањем и глађу успети да поколеба борбени морал бранитеља и потом освоји град Константина Великог.
Опсада Цариграда трајала је пуну годину јер, за разлику од опсаде из 674-678, није прекидана ни са наиласком зиме. У покушају да се објасни арабљански неуспех и несаломива воља бранилаца, хроничар Теофан саопштава да је тек устоличени василевс Лав III (717—741) претходно однео сјајну дипломатску победу над арабљанским вођама. Неколико месеци пре опсаде, нови цар, који је одлично знао арапски и био у преговорима с калифом Сулејманом и његовим братом Муслемом, одуговлачио је преговоре у Малој Азији. Тако се догодило да је од његовог крунисања у марту до почетка опсаде у августу 717. године прошло пет месеци које је Лав III на најбољи начин искористио да припреми Цариград за одбрану. Податак да су исламски ратници отпочели опсаду тек средином августа, што је прилично касно када су у питању средњовековни услови ратовања, говори сам за себе.
Уз то, и копнени и морски бедеми били су у веома добром стању, док је византијска морнарица имала заштићено пристаниште у Златном рогу. Никако не би требало заборавити ни чувени ланац тежак неколико тона који је, када би се затегао, запречавао улазак непријатељских бродова у залив, најосетљивију тачку одбране Цариграда. Неопходне намирнице на време су биле сакупљене и ускладиштене, а цариградска влада имала је и споразум с Бугарима који су обећали да ће нападима узнемиравати муслиманске одреде. Византинци су по бројности снага знатно заостајали за Арабљанима, али су имали драгоцену предност у вештини и техници.
Судбина Цариграда требало је да буде решена у сучељавању двеју флота. Лав III најпре је стрпљиво сачекао повољне ветрове и морске струје у теснацу Босфора, па је своје велике ратне бродове, снабдевене залихама грчке ватре, усмерио на непријатељско бродовље. На немилосрдно делотворно и застрашујуће византијско оружје Арабљани нису имали одговор. Један део њихове флоте потонуо је у море, други је, захваћен пламеном, потиснут према градским зидинама, док је трећи одбачен према Оксији и Платији, острвима која су од Цариграда удаљена тридесетак километара. Међутим, ни то није поколебало занос арабљанских вођа и њихових војника. Они су одмах узвратили тако што су на бродове укрцали елитне јединице под пуном ратном спремом и усмерили их на престоничке бедеме окренуте мору. Цариградски гарнизон је употребом грчке ватре, коју је са зидина бацао на нападаче, осујетио овај јуначни покушај муслиманских ратника. Штавише, Лав III је наредио да се у критичном тренутку спусти ланац који је затварао улаз у Златни рог, али се Арабљани, у страху да је реч о замци, нису усудили да бродовима уплове у залив. Уместо тога, повукли су своје бродовље и на тај начин признали пораз у овој фази сукоба.
Приличну пометњу у редове Арабљана унела је и вест да је 8. октобра 717. године преминуо њихов калифа Сулејман који је у овом походу наступао крајње енергично и самопоуздано. Ипак, ни зимско време није довело до прекида опсаде, али су нападачи после пораза флоте могли да се уздају једино у копнене трупе. У изворима није забележена ниједна већа битка све до дубоко у јесен. Треба додати да су у инжењерској вештини и у одбрамбеним грађевинама Византинци столећима надмашивали све средњовековне народе што им је доносило значајну предност у сукобима на сувом.
Међутим, главна невоља за Арабљане били су климатски услови на које они једноставно нису навикли. Зима 717/718. године остала је упамћена као једна од најхладнијих у византијској историји. Цариград је око сто дана био окован снегом и ледом, тако да је у логору нападача велики број камила и коња угинуо од глади. Муслимански војници, свикнути на топлу и суву климу у својој отаџбини, веома су тешко подносили надалеко чувене студене зиме у Тракији. Управо ту је лежао један од најважнијих разлога њиховог неуспеха под Цариградом. Већ крајем 717. године могло се наслутити да ће освајање „царице градова” остати недостижан сан Арабљана. Наилазак пролећа 718. године уместо извесног олакшања донео је само нове невоље и подухват који је почео с толико великим надањима претворио је у потпуну пропаст.
У првим месецима 718. године нападачима је стигло велико појачање - једна флота, коју је чинило 400 бродова, допловила је из Александрије и усидрила се у Босфору, а друга, састављена од 360 пловила и снабдевена војним материјалом и намирницама, из Африке. Међутим, обе флоте су се због страха од грчке ватре зауставиле мало подаље од Цариграда, а то је и умањило њихову делотворност у помагању исцрпљеним и увелико обесхрабреним сународницима.
Догодило се и то да су арабљански морнари, који су били регрутовани међу египатским хришћанима, увидевши да ће се успех тешко постићи, не само пребегли на страну Византинаца, него су и василевсу Лаву III доставили податке о распореду непријатељског бродовља. Без било каквог оклевања, цар је заповедио да византијски бродови наоружани грчком ватром одмах исплове из цариградске луке и крену на нападаче. Успех овог подухвата био је потпун: део арабљанских бродова страдао је од ватре, део се насукао, а део је био заробљен. Византинци су узели плен и намирнице, завршава опис овог догађаја хроничар Теофан, и с радошћу су се вратили.
Сувоземне трупе Арабљана својски су се трудиле да се некако одрже у Тракији, али су трпели страшну оскудицу намирница и сточне хране. Њихови покушаји да слањем појединих чета добаве основне потрепштине пресецани су на повратку. Управо на том плану значајну улогу одиграли су одреди бугарског владара Тервела (701—718) који су стрпљиво и непрестано угрожавали Арабљане и посекли чак 22.000 њихових војника.
У логору исламских ратника завладала је глад чији су пратиоци биле разне болести, што је довело до правог помора. Како саопштава хроничар Теофан, они су појели све угинуле животиње - коње, магарце и камиле - а неки причају да су јели и преминуле људе и њихов измет који су најпре гњечили у судовима, а потом јели. Овакве појаве речито говоре о очајном стању у коме се нашла арабљанска војска. У Теофановој хроници стоји записано да су нападачи схватили како Бог и пречиста Богородица чувају Цариград и хришћанско царство.
Колико су ове невоље десетковале Арабљане и видно слабиле њихов морал, толико су ободриле браниоце престонице на Босфору и учиниле их храбријим и насртљивијим, па су предузимали нападе на непријатеље. Да би пораз био потпун, византијски одреди су из заседе пресрели и поразили чете Арабљана који су хитали у помоћ нападачима. Пошто је схватио да је подухват пропао, командант арабљанске војске прекинуо је опсаду и започео повлачење. На другој страни, у Цариграду, 15. августа 718. године, завладала је велика радост јер је смртна опасност која је тачно годину дана лебдела над Босфором била отклоњена.

## Последице
Као и приликом повратка из опсаде 678. године, и овога пута већини арабљанских бродова није било суђено да се докопају спасоносних лука на обалама источног Средоземља. После низа узастопних невоља и губитака, на обале Сирије приспело је само пет од 1800 бродова који су учествовали у опсади. Ништа боље нису прошле ни копнене трупе које су се после искрцавања на малоазијској обали Мраморног мора сувоземним путем вратиле у домовину. Ако је веровати сачуваним изворима који, додуше, доносе врло оскудне податке, Арабљани су под Цариградом изгубили више од 100.000 војника. Изнесени подаци, као и последице овог чувеног догађаја, опсаду византијске престонице сврставају међу најважнија збивања средњовековне историје.
Спиридон Ламброс (1851—1919), један од пионира модерне грчке византологије, упоредио је опсаду Цариграда из 717/718. године са грчко-персијским ратом и василевса Лава III назвао Милтијадом средњовековног хеленизма. Милтијад је, подсетимо се, атински војсковођа који је 490. године пре наше ере у чувеној бици на Маратонском пољу однео велику победу над вишеструко бројнијом војском Персијанаца.
Три су догађаја од светског историјског значаја којима је била заустављена најезда Арабљана на европски континент. Први, и најважнији, била је опсада Цариграда од 674. до 678. године, други, такође веома значајан, била је опсада византијске престонице из 717/718. године, а трећи се збио на тлу западне Европе. Арабљанима је, истина, пошло да руком да се учврсте на тлу Шпаније, али је њихов покушај да се преко Пиринеја спусте у данашњу јужну Француску завршио тешким поразом: зауставио их је франачки војсковођа Карло Мартел у чувеној бици код Поатјеа 732. године.